# Păpușile Muppets

Primul logo Disney

Păpușile Muppets (în engleză The Muppets) sunt un grup de personaje păpuși cunoscute pentru stilul absurd, burlesc și auto-referențial de comedie schițată. După ce au fost create în 1955 de către Jim Henson, ele au devenit o franciză Disney de mass-media, care cuprinde filme, seriale de televiziune, înregistrări muzicale, publicații tipărite și alte mass-media asociate cu personajele The Muppet Show. 
Henson a declarat că cuvântul "Muppet" a fost creat ca o combinație a cuvintelor "marionette" și "puppet", dar, de asemenea, a susținut că este un cuvânt pe care l-a inventat. Păpușile Muppets au debutat în televiziune cu programul Sam and Friends, care a fost transmis local de WRC-TV în Washington, D.C. din 1955 până în 1961. După ce au apărut în mai multe scenete  noaptea târziu în cadrul unor talk-show-ri și reclame publicitare în timpul anilor 1960, păpușile lui Henson au început să apară în Sesame Street când emisiunea a debutat în 1969. Păpușile Muppets au devenit vedetele mai multor serii de televiziune și filme, printre care: The Muppet Show (1976–1981), The Muppet Movie (1979), The Great Muppet Caper (1981), The Muppets Take Manhattan (1984) sau The Jim Henson Hour (1989). După moartea lui Henson în 1990, Păpușile Muppets au continuat să apară pe micile ecrane prin emisiunea TV Muppets Tonight (1996–98), o serie continuatoare a The Muppet Show și pe marile ecrane în trei filme, The Muppet Christmas Carol (1992), Muppet Treasure Island (1996), Muppets from Space (1999); ultimele două fiind co-produse de Disney, care a încercat să cumpere drepturile de autor ale personajelor la sfârșitul anilor 1980. 
În 2004, The Walt Disney Company a cumpărat drepturile de autor ale Păpușilor Muppets (mai puțin cele ale personajelor din Sesame Street, care au fost vândute separat către Sesame Workshop, de asemenea Fraggle Rock și alte personaje au fost obținute de către The Jim Henson Company), care mai târziu a format The Muppets Studio; o divizie creată special pentru a gestiona franciza Păpușile Muppets.
Disney a reînregistrat drepturile de autor ale francizei în 2008, ca o anticipare a celui de-al șaptelea film al francizei, Păpușile Muppets. Filmul, scris de Jason Segel și Nicholas Stoller și regizat de James Bobin, a fost lansat de Walt Disney Pictures la 23 noiembrie 2011, fiind considerat un succes atât comercial cât și de către criticii de film. Un al optulea film, Muppets Most Wanted, a fost lansat la 21 martie 2014.

## Filmografie

### Filme cinematografice
| Film                       | Premiera          | Regizor       | Producător(i)                                                     | Studio                       |
| -------------------------- | ----------------- | ------------- | ----------------------------------------------------------------- | ---------------------------- |
| The Muppet Movie           | 22 iunie 1979     | James Frawley | Jim Henson, David Lazer, Sir Lew Grade, Martin Starger            | Associated Film Distribution |
| The Great Muppet Caper     | 26 iunie 1981     | Jim Henson    | David Lazer, Frank Oz, Bruce Sharman, Martin Starger              | Universal Pictures           |
| The Muppets Take Manhattan | 13 iulie 1984     | Frank Oz      | David Lazer                                                       | TriStar Pictures             |
| The Muppet Christmas Carol | 11 decembrie 1992 | Brian Henson  | Brian Henson, Martin G. Baker, Jerry Juhl, Frank Oz, David Barron | Walt Disney Pictures         |
| Muppet Treasure Island     | 16 februarie 1996 | Brian Henson  | Brian Henson, Martin G. Baker                                     | Walt Disney Pictures         |
| Muppets from Space         | 14 iulie 1999     | Tim Hill      | Brian Henson, Martin G. Baker                                     | Columbia Pictures            |
| The Muppets                | 23 noiembrie 2011 | James Bobin   | David Hoberman, Todd Lieberman                                    | Walt Disney Pictures         |
| Muppets Most Wanted        | 21 martie 2014    | James Bobin   | David Hoberman, Todd Lieberman                                    | Walt Disney Pictures         |

Primire
| Film                        | Rotten Tomatoes       | Încasări la box-office |
| --------------------------- | --------------------- | ---------------------- |
| The Muppet Movie            | 89% (44 de recenzii)  | 65.200.000 $           |
| The Great Muppet Caper      | 79% (19 recenzii)     | 31.206.251 $           |
| The Muppets Take Manhattan  | 81% (21 de recenzii)  | 25.534.703 $           |
| The Muppet Christmas Carol  | 69% (35 de recenzii)  | 27.281.507             |
| Muppet Treasure Island      | 70% (23 de recenzii)  | 34.327.391 $           |
| Muppets from Space          | 63% (56 de recenzii)  | 22.323.612 $           |
| The Muppets                 | 96% (204 recenzii)    | 165.184.237 $          |
| Muppets Most Wanted         | 79% (149 de recenzii) | 77.646.206 $           |
| Rată medie / Total încasări | 78%                   | 448.703.907$           |

### Filme de televiziune
| Film                                     | Premiera          | Regizor       | Producător(i)                | Distribuitor                           |
| ---------------------------------------- | ----------------- | ------------- | ---------------------------- | -------------------------------------- |
| It's a Very Merry Muppet Christmas Movie | 29 noiembrie 2002 | Kirk Thatcher | Warren Carr, Martin G. Baker | Metro-Goldwyn-Mayer                    |
| The Muppets' Wizard of Oz                | 20 mai 2005       | Kirk Thatcher | Bill Barretta                | Walt Disney Studios Home Entertainment |

### Seriale de televiziune
| Titlu                               | Premiera           | Sfârșitul ultimului sezon | Rețea  |
| ----------------------------------- | ------------------ | ------------------------- | ------ |
| Sam and Friends                     | 9 mai 1955         | 15 decembrie 1961         | WRC-TV |
| The Muppet Show                     | 13 septembrie 1976 | 15 martie 1981            | CBS    |
| Muppet Babies                       | 15 septembrie 1984 | 29 decembrie 1990         | CBS    |
| Jim Henson's Little Muppet Monsters | 14 septembrie 1985 | 28 septembrie 1985        | CBS    |
| The Jim Henson Hour                 | 14 aprilie 1989    | 30 iulie 1989             | NBC    |
| Muppets Tonight                     | 8 martie 1996      | 8 februarie 1998          | ABC    |

### Lansări direct-pe-video
| Film                   | Premiera           | Regizor        | Distribuitor                     |
| ---------------------- | ------------------ | -------------- | -------------------------------- |
| Muppet Classic Theater | 27 septembrie 1994 | David Grossman | The Jim Henson Company           |
| Kermit's Swamp Years   | 3 septembrie 2002  | David Gumpel   | Sony Pictures Home Entertainment |

### Seriale web
| Titlu                                 | Premiera           | Sfârșitul ultimului sezon |
| ------------------------------------- | ------------------ | ------------------------- |
| Statler and Waldorf: From the Balcony | 26 iunie 2005      | 20 septembrie 2006        |
| The Muppets Kitchen with Cat Cora     | 13 septembrie 2010 | 2010                      |
| Muppisodes                            | 6 decembrie 2013   | 2014                      |

### Emisiuni TV speciale
| Titlu                                                   | Premiera           |
| ------------------------------------------------------- | ------------------ |
| The Muppets on Puppets                                  | 5 ianuarie 1970    |
| Hey, Cinderella!                                        | 10 aprilie 1970    |
| The Great Santa Claus Switch                            | 20 decembrie 1970  |
| The Frog Prince                                         | 12 mai 1971        |
| The Muppet Musicians of Bremen                          | 26 aprilie 1972    |
| The Muppets Valentine Show                              | 30 ianuarie 1974   |
| The Muppet Show: Sex and Violence                       | 19 martie 1975     |
| Emmet Otter's Jug-Band Christmas                        | 17 decembrie 1978  |
| The Muppets Go Hollywood                                | 16 mai 1979        |
| John Denver and the Muppets: A Christmas Together       | 5 decembrie 1979   |
| The Muppets Go to the Movies                            | 20 mai 1981        |
| Of Muppets and Men                                      | 1981               |
| The Fantastic Miss Piggy Show                           | 17 septembrie 1982 |
| Rocky Mountain Holiday with John Denver and the Muppets | 12 mai 1983        |
| The Muppets: A Celebration of 30 Years                  | 21 ianuarie 1986   |
| The Tale of the Bunny Picnic                            | 26 martie 1986     |
| The Christmas Toy                                       | 6 decembrie 1986   |
| A Muppet Family Christmas                               | 16 decembrie 1987  |
| The Song of the Cloud Forest                            | 16 iulie 1989      |
| The Muppets at Walt Disney World                        | 6 mai 1990         |
| Disneyland's 35th Anniversary                           | 1990               |
| The Muppets Celebrate Jim Henson                        | 11 septembrie 1990 |
| Mr. Willowby's Christmas Tree                           | 6 decembrie 1995   |
| Studio DC hosted by Dylan and Cole Sprouse              | 3 august 2008      |
| Studio DC hosted by Selena Gomez                        | 5 octombrie 2008   |
| A Muppets Christmas: Letters to Santa                   | 17 decembrie 2008  |
| Lady Gaga and the Muppets' Holiday Spectacular          | 28 noiembrie 2013  |

### Alte apariții
| - The Mike Douglas Show - The Ed Sullivan Show - Saturday Night Live - 60 Minutes - The Tonight Show - Jimmy Kimmel Live! - Extreme Makeover: Home Edition - Dancing With The Stars | - The Daily Show - America's Funniest Home Videos - Larry King Live - Late Night with Jimmy Fallon - The Colbert Report - 30 Rock - WWE Raw - The Voice | - Ellen - Comic Relief - So Random! - Good Luck Charlie - Take Two With Phineas and Ferb - George Stroumboulopoulos Tonight - Ant and Dec's Saturday Night Takeaway |

## Legături externe
- Păpușile Muppets Arhivat în 10 martie 2016, la Wayback Machine., Revista Ciao
- Site web oficial
- Official UK site